# Mai-Mne (district)
Mai-Mne est un district de la région Debub de l'Érythrée. La principale ville et capitale de ce district est Mai-Mne. 